# نقش‌مایه ختایی
ختایی که گاه خطایی نیز نگاشته می‌شود، در هفت رکن بنیادین که با عنوان اصول هفتگانه هنر ایران مدون شده است، پس از اسلیمی، دومین اصل از اصول تزیینی هنرهای سنتی به‌شمار می‌رود. در تبارشناسی واژهٔ ختایی، اجماع بر این بوده است که نام آن در اصل از واژه ختا یا خُتَن گرفته شده و نامگذاری آن بر نفوذ و تأثیر هنر چین بر هنر ایران به ویژه پس از حضور و حکومت مغولان بر کشور اشاره دارد. با این تفسیر منشأ ختایی را سرزمین ختا (ختن؛ چین) می‌دانند.
ختایی نیز همچون اسلیمی ریشه در الهامات طبیعت و فرم‌های طبیعی دارد. این نقش مایه نوعی نقش گیاهی پر پیچ و خم، گردان و بر پایه خط منحنی و گردش‌های مارپیچ است. تبارشناسی نقش ختایی، از ساقه و شاخهٔ درختان، گیاهان، گل‌ها، غنچه‌ها، و برگ هاست که با نمودی تجریدی و انتزاعی در عالم هنر بازآفرینی شده‌اند.

## فرم‌شناسی ختایی
فرم و ساختار بنیادین ختایی همچون اسلیمی، گردش ساقه‌های درهم پیچان و حلزونی شکل است با قوس‌های مدور اما نازک‌تر نسبت به اسلیمی. هر گردش ختایی “بند ختایی" نامیده می‌شود. بر روی این بندهای ختایی و این ساقه‌های پیچان است که انواع نقش مایه‌های گیاهی و حیوانی مانند گل، غنچه، برگ، مرغک و پرندگان جای می‌گیرند و تمثیلی از باغ ایرانی را برمی‌سازند. «ختایی ساقه گلی است که به صورتی موزون سراسر سطح را می‌پیماید و به ابتکار هنرمند، انواع گل، برگ و غنچه تجریدی را بر آن می‌گستراند. تناسب مهم‌ترین ویژگی در طراحی نقش مایه‌های ختایی است. این تناسب به
ویژه در ضخامت و نازکی خطوط و نوع نقش مایه دیده می‌شود. در طرح‌های ختایی شیوه و سبک تندوکند حاکم است، ساقه اصلی قوی‌تر است و ساقه‌های منشعب ظریف‌تر و نازک‌ترند. اصل دیگر تناسب در طراحی ختایی رعایت قاعده نقش مایه‌های اصلی و فرعی و بزرگ‌تر و کوچک‌تر است. در طراحی ختایی بعد از آن‌که گل‌های اصلی بر روی گردش حلزونی مشخص می‌شوند، اجزای ریزتر مثل گل‌های گرد کوچک، غنچه‌ها و برگ‌ها را در فضای خالی باقی‌مانده قرار می‌دهند تا اجزای ختایی به صورت یکنواخت در گردش خطوط پراکنده شوند. قاعده دیگر در طراحی ختایی تناسب در نوع گل‌ها، برگ‌ها و غنچه‌هایی است که استفاده می‌شود. برگ‌ها، گل‌ها و غنچه‌هایی که برای پرکردن بند ختایی یا ساقه به‌کار می‌روند باید با یکدیگر متناسب بوده یا به اصطلاح می‌بایست از همان مایه باشند.

## عناصر اصلی نقش مایه ختایی
نقش ختایی از دو بخش اصلی گردش‌های پیچان که بند ختایی نامیده می‌شود و نقش مایه‌های گل و غنچه و برگ که به آن‌ها مفردات نقش ختایی می‌گویند، تشکیل می‌شود. همان‌طور که در طبیعت گل‌ها و برگ‌ها از ساقه‌ها و شاخه‌ها می‌رویند در ختایی نیز گل‌ها و برگ‌ها از بند ختایی می‌رویند. بند در نقش ختایی بنیادی برای رویش و اتصال نقش‌مایه‌ها و همچنین وحدت و ترکیب‌بندی کل طرح است. اجزای اصلی بند ختایی عبارتند از ساقه اصلی، ساقه انشعابی که از ساقه اصلی منشعب می‌شود و ساقه فرعی که از مبدأ ساقه اصلی می‌روید اما کوتاه‌تر از ساقه اصلی است و برای ایجاد توازن و تعادل به‌کار می‌رود.
مفردات نقش‌مایه ختایی عبارتند از انواع گل‌ها، برگ‌ها و غنچه‌ها که هر کدام اسامی خاص خود را دارند. از مشهورترین مفردات نقش‌مایه ختایی می‌توان به گل شاه‌عباسی، گل نیلوفر، گل پنج‌پر، گل پروانه‌ای، برگ چناری، برگ کنگره‌ای، برگ مو، و برگ ماهی اشاره کرد. این مفردات بر اساس اصول تناسب در طراحی ختایی بر روی بندها و گردش‌های ختایی قرار می‌گیرند و آثار هنری را تزیین می‌کنند. بر این اساس ساختار یک نقش‌مایه ختایی ساده از چهار جز اصلی؛ بند ختایی، گل، برگ و غنچه تشکیل می‌شود.

## کارکرد نقش مایه ختایی در هنر ایرانی
ختایی از لحاظ فرم‌شناختی و زیبایی‌شناختی در هنرهای ایرانی نقش و وظیفه‌ای چندگانه دارد. نخستین کارکرد فرم‌شناختی ختایی در ویژگی پُرکنندگی این نقش است. ختایی به دلیل قابلیت گردش، رویش پی‌درپی ساقه‌ها از دل یکدیگر و از این‌رو قابلیت گسترش در سطح، می‌تواند فضاهای خالی سطح اثر هنری را به خوبی پرکند. بنابر آرا، هنرمند ایرانی برای پُرکردن نقشه یک قالی یا یک قطعه کاشی یا یک قطعه تذهیب از به‌کار بردن طرح‌های ختایی ناگزیر است. ختایی پرکاربردترین نقش در هنرهای ایرانی به‌شمار می‌آید. در بیشتر آثار هنرهای ایرانی می‌توان این نقش یا حداقل برخی از مفردات آن به تنهایی مانند یک گل شاه‌عباسی را مشاهده کرد. هنرمندان ایرانی از نقش ختایی در هنرهای مختلفی مانند فرش، پارچه‌بافی، تذهیب، نگارگری، سفال‌گری، کاشی کاری، پارچه‌سازی، مصنوعات فلزی، منبت‌کاری و نقوش معماری استفاده کرده‌اند. هنرمندان ایرانی پس از آشنایی با این نقش‌مایه، آن را اصل دوم کتاب‌آرایی ایران قرار دادند و در آن تغییراتی به عمل آوردند و نقش‌مایه‌ها و آرایه‌های مختلف از آن ساختند. آن‌ها گل‌های ختایی را به زیباترین وجه در حواشی نگاره‌ها و روی جلدها و حتی بعدها روی پارچه‌ها و قالی‌ها و اشیای چوبی و فلزی و غیره به‌کار بردند. ختایی در فرش ایرانی به این دلیل که فرش فضای وسیعی را در اختیار گسترش این نقش قرار می‌دهد، زیباترین، کامل‌ترین و پیچیده‌ترین نمود خود را می‌یابد. «باید دانست که طرح‌های ختایی در قالی مفصل‌تر و دارای اجزا بیشتر و رنگ‌های متنوع‌تر است.